# Orquesta Los Satélites
La Orquesta Los Satélites es una orquesta de la provincia de La Coruña, España, que se inició en 1938. Ha conseguido un disco de oro con la discográfica EMI, así como otros reconocimientos: Orquesta más solicitada de España por la revista "Show Press", mención especial a la orquesta por el "Diario de Las Palmas", mejor orquesta de salsa de España por "Radio 3", primer premio de orquestas en el programa "Luar", orquesta con la mejor sección de vientos por el diario "La Opinión", orquesta con el mejor sonido el diario "La Opinión".

## Historia
La orquesta «Los Satélites» se inició en 1938 en La Coruña, España, de la mano de Manuel Otero Mariñas que era saxofonista y Jaime Camino, "Lolito", que era cantante, actor y productor de cine. Los músicos que se fueron incorporando a la orquesta provenían en su mayor parte de las bandas militares, en su mayoría, de las asentadas en la ciudad de La Coruña y que se iban deshaciendo tras el final de la Guerra Civil.

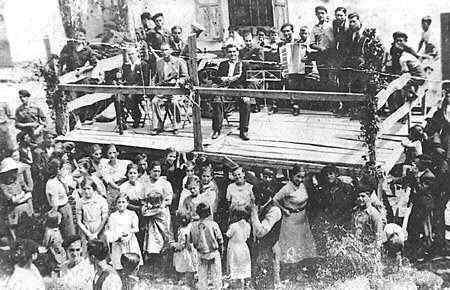
Orquesta Los Satélites en 1940, en Malpica de Bergantiños (La Coruña) con Manuel Otero "Lolito" al saxofón

La agrupación, que comenzó con el nombre de Jaime Camino y sus Satélites, pronto cambió por el apelativo actual.
Al finalizar ésta, comenzaban sus andanzas musicales en revistas de teatro, pero "aquella vida de provincia en provincia era muy dura para ellos y la familia, por eso para la formación de la orquesta se escogieron a los mejores músicos porque, a parte de dedicarse a las fiestas y verbenas, también la encaminaban al acompañamiento de artistas en sus giras por el norte de España".
Esta formación ha realizado tanto actuaciones en el territorio nacional como fuera de él, siendo la primera orquesta española que viaja a América. Con la voz del gran cantante gallego Pucho Boedo, partió del puerto de Vigo rumbo a Venezuela el 18 de julio de 1955, donde actuaron cuatro meses en las principales fiestas, los mejores locales y también en los canales de televisión 5 y 8 de Venezuela, que actualmente es el canal nacional VTV. La cantante gallega Finita Gay, que en aquellos años residía en Venezuela, ejerció como anfitriona e introdujo al grupo en el escenario musical del país. La orquesta también actuó en otros países como Inglaterra, Alemania, Portugal, Suiza y Argentina.
A raíz de aquella incursión en tierras venezolanas, varios de los músicos de la agrupación deciden asentarse allí y escindirse de la orquesta..
Este hecho marca un hito en la orquesta ya que, de su incursión en este país, importan música propias de estilos como la guaracha, bolero o merengue tras la gira, donde la emigración gallega hacía entonces las Américas y disfrutaba de esta música como la propia. Esto provoca que la orquesta obtuviese una valoración siempre positiva del público.
De forma simultánea a las actuaciones realizadas en directo, colaboran en festivales y programas de televisión, como cuando participa en el «Festival del Eo» acompañando a Massiel en Vegadeo (Asturias) en el año 1965 o siendo la orquesta titular del «Festival del Miño» entre los años 1967 y 1970 en Orense, donde acompañó a artistas de la talla de Víctor Manuel, Betty Missiego,...
En los inicios de la década de los setenta, la orquesta comienza a realizar la grabación de los temas que interpretaban, si bien fuesen propios o versiones de temas de otras bandas. En 1971 salen dos discos con 4 temas, conteniendo el primero los temas Demencia y Sen seu amor y el segundo, La nave del olvido y Salve sabrosa. A partir de la salida de estos dos primeros vinilos, la orquesta sigue publicando prolíficamente con la colaboración de la discográfica EMI-Regal, con una posición dominante en España durante esa época.
La formación contaba en esos momentos con la siguiente formación: Celso Béjar, Luis Rodríguez "Fixoi", Jacinto Paredes, José Rodríguez –el otro Fixoi–, José Crespo, Indalecio González, Serafín Gómez, Ricardo Doval, José Pepín, Virginio Rivera, Enrique Barral y Sito Sedes, a la voz.

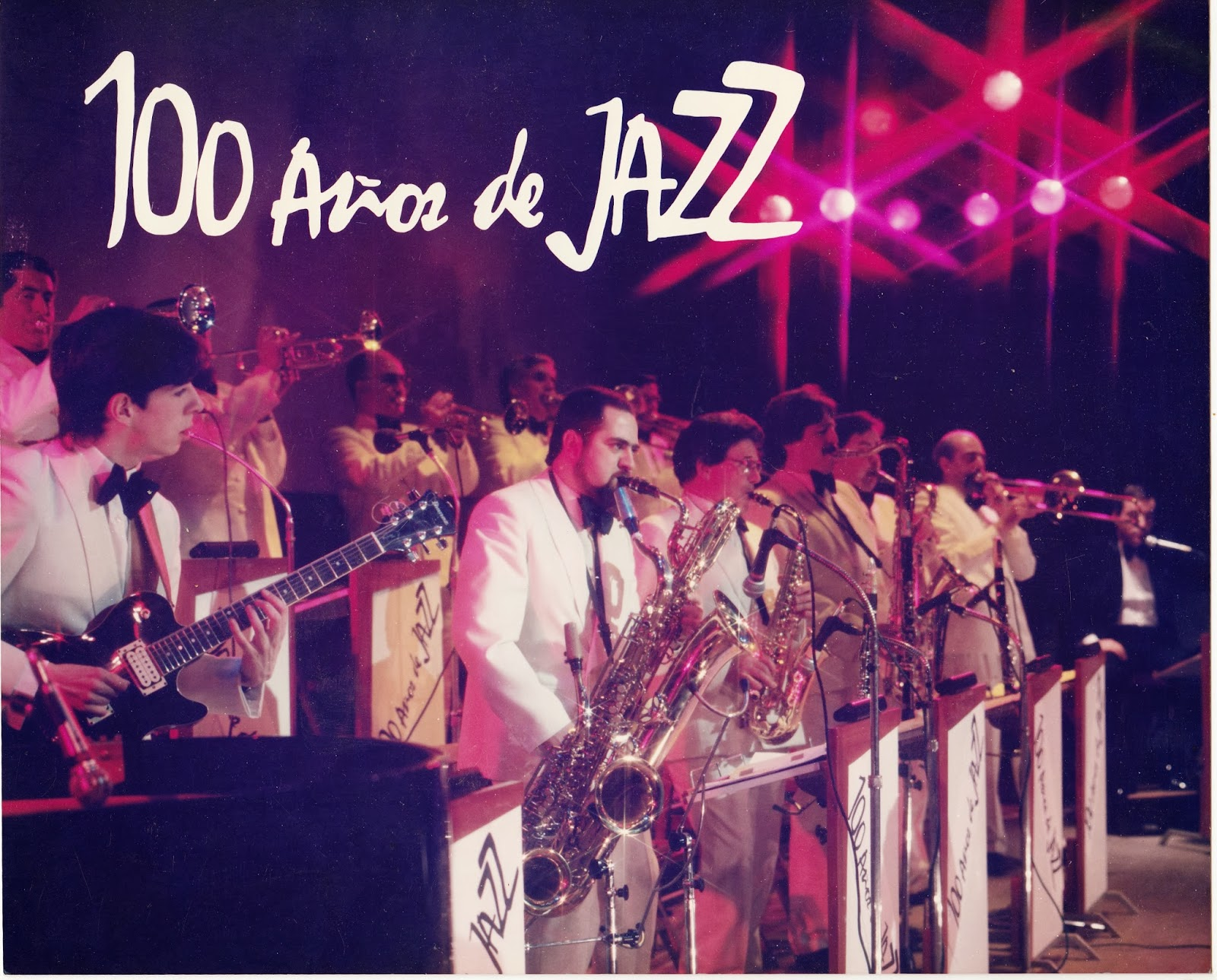
Orquesta Los Satélites durante el IV Festival de Jazz Cidade de La Coruña, el día 7 de noviembre de 1986.

Será con esta formación cuando en 1977 consiguen ser disco de oro con la discográfica EMI, además de otros muchos premios y distinciones cosechados a base de calidad y profesionalidad, tras la constancia y persistencia de su director musical, Luis Rodríguez "Fixoi".
La orquesta gana en popularidad a través de este reconocimiento y por los discos sacados durante los años anteriores por lo que es llamada para colaborar en el programa de TVE «Aplauso», siendo la orquesta titular de este programa que se emitió entre los años 1978 y 1983.
Aunque es una orquesta orientada hacia la música tropical, en el año 1986 es llamada para participar dentro del IV Festival de Jazz Ciudad de La Coruña; compartiendo cartel con Clunia Jazz, Phil Woods Quintet, Antonio Cal Big Jazz Band y John Abercrombie & Michael Brecker Quartet. Durante la tercera jornada del festival, el día 7 de noviembre de 1986, se presenta el espectáculo 100 años de Jazz, con textos y dirección de Roberto Rodríguez, Nonito Pereira haciendo las veces de narrador y la orquesta interpretando la música que realiza un recorrido por los estilos y los temas más populares dentro del jazz.
Dentro del territorio nacional ha participado en las mejores fiestas de todas las regiones, así como en las Islas Canarias en varias ocasiones en sus carnavales.
Ya durante la década de los noventa, concretamente en 1993, la orquesta es llamada para ser la orquesta titular del programa «Querida Concha» en 1993 en Telecinco; lo que sería la vuelta a la promoción en televisión a nivel nacional, ya que a nivel autonómico la orquesta colabora con la TV de Galicia en cantidad de programas como Benvido 88 -donde también aparecen Rocío Dúrcal; José Luís Moreno; Show Tropicana de Cuba; La Década Prodigiosa; Barón Rojo; Mocedades; Manolo de Vega; Nacha Pop, Prismas, en el homenaje Dez anos sen Pucho, Quen te quere o programas culturales como Luar, Bamboleo, A Favorita, Mundo Verbena; entre otros.
También colabora con otros artistas en sus grabaciones ya sea siendo la formación base -véase el casete «Habelas... ¡Hainas!» de Sito Mariño en 1992-, o con la participación en temas como en el álbum «Capetón» de Os diplomáticos de Monte Alto, publicado en 1999.
Ha tenido actuaciones especiales como la entrega de premios de teatro «María Casares 2006» en el teatro Rosalía de Castro de La Coruña o el especial dedicado al cantante Pucho Boedo «Sempre Pucho» de la TVG en el Palacio de la Ópera de La Coruña en febrero de 2006, acompañando a artistas como Uxía, Paco Lodeiro, Nancho Novo, Yolanda Vázquez, Xoel López, Sito Sedes, Miguelón y Luz Alonso, del que se editó el disco «Sempre Pucho».
Asimismo,  la orquesta también participa en la creación e interpretación de la banda sonora de las teleseries de la TVG «Libro de Familia» en la que la orquesta incluye dos temas inéditos, que son la sintonía y el tema central de la serie y que se emitió durante los años 2005 y 2013 y la serie «Os Atlánticos», en el que incluye varios temas inéditos del último disco «70 aniversario» y fue emitida entre 2008 y 2009.
En el año 2006, la orquesta es homenajeada con el documental Os Satélites, unha orquestra de lenda, dirigido por Francisco Lodeiro Gómez.. Este documental es un proyecto de la Axencia Audiovisual Galega, siendo uno de los primeros documentales creados para la creación de una red alternativa de exhibición y difusión de producciones gallegas.
En el año 2009, la orquesta celebra una gala para conmemorar el 70 Aniversario de la fundación de la orquesta, teniendo como base la orquesta que estaba en ese momento e invitados de todas las épocas de la orquesta, como Manuel Eiroa, Sito Sedes, Alvarito Pita, Tito Calviño, Melchor Rodó, Isaias Blanco Viloria, José Somoza, Gastón Rodríguez, Daniel Vázquez, Jaime Varela, entre otros y presentado por Paco Lodeiro y Yolanda Vázquez; celebrándose en el Teatro Colón de La Coruña.
En el año 2016, el Ayuntamiento de Oleiros, situado en La Coruña, y siendo su representante el alcalde oleirense Ángel García Seoane, "quiere rendir un homenaje a la música, en general, y a la orquesta Los Satélites, en particular, con la dedicatoria de una calle en la parroquia de Perillo" y otra dedicada a uno de los mayores exponentes históricos de esta orquesta, Pucho Boedo. Este hecho está relacionado con la orquesta ya que en las proximidades de la zona de O Pombal, nace y reside durante años uno de los fundadores de esta orquesta, Jaime Camino, "Lolito" . Por ello, tanto la reconocida orquesta Los Satélites como el artista Pucho Boedo tendrán sendas calles con su nombre en el municipio.

## Éxitos
- En marzo de 1977, recibe un disco de oro de la discográfica EMI.
- En octubre de 1981, es nominada a la mejor orquesta de Europa por el Club Deportivo Español de Buenos Aires.
- En mayo de 1984, es nombrada Orquesta más solicitada de España por la revista Show Press.
- En el año 1990, recibe la Mención especial a la orquesta en el Diario de Las Palmas.
- En el año 1990, es nombrada Mejor Orquesta de Salsa de España por Radio 3, perteneciente a la Radio Nacional de España.
- En el año 1998, recibe el Primer premio de orquestas en el programa Luar, de la Televisión de Galicia.
- En el año 1999, recibe el Primer premio de orquestas en el programa Luar, de la Televisión de Galicia.
- En el año 2002, es nombrada orquesta con mejor sonido y con la mejor sección de vientos por el diario La Opinión de La Coruña.
- En el año 2002, la orquesta es incluida dentro de la colección «Son Galicia» en La Voz de Galicia.
- En el año 2003, aparece la biografía y música de la orquesta en los libros de 4º de ESO de la materia de Música de la Editorial Galinova.
- En abril de 2004, reciben el agradecimiento de la Asociación Española Contra el Cáncer por la colaboración prestada.
- En marzo de 2006, reciben el agradecimiento de UNICEF España por la colaboración prestada.
- En el 2006, se publica el documental Os Satélites, unha orquesta de lenda, dirigido por Francisco Lodeiro Gómez.
- Ganadores del concurso "Canción del Verano 2009" en Radio Voz con el tema "Playa de la Lanzada", en agosto de 2009
- Primer premio a la "Mejor página web oficial de orquestas 2009" en el año 2009.
- Elegida "Mejor Orquesta de Galicia" por los oyentes del programa "Palco de Estrelas" en el año 2009.[41][42]
- Eric Hidalgo es elegido mejor cantante masculino de Galicia por los oyentes del programa “Palco de estrelas” de Radio Valga en el año 2009.[42]
- Alma Beatriz es elegida mejor cantante femenina de Galicia por los oyentes del programa “Palco de estrelas” de Radio Valga en el año 2009.[42]
- José Manuel Rodríguez, “Noli”, es elegido mejor cantante masculino de Galicia por los oyentes del programa “Palco de estrelas” de Radio Valga en el año 2011.
- Natalia Méndez es elegida mejor cantante femenina de Galicia por los oyentes del programa “Palco de estrelas” de Radio Valga en el año 2011.
- José Manuel Rodríguez, “Noli”, es elegido mejor cantante masculino de Galicia por los oyentes del programa “Palco de estrelas” de Radio Valga en el año 2012.
- Orquesta vencedora del concurso de la Televisión de Galicia “A Favorita” en el apartado de orquesta de baile en el año 2013.
- Natalia Méndez es elegida mejor cantante femenina de Galicia por los oyentes del programa “Palco de estrelas” de Radio Valga en el año 2013.[43]
- Elegida "Mejor Orquesta de Galicia" por los oyentes del programa “Palco de estrelas” de Radio Valga en el año 2013.[43]
- José Manuel Rodríguez, “Noli”, es elegido mejor cantante masculino de Galicia por los oyentes del programa “Palco de estrelas” de Radio Valga en el año 2014.[44]
- Elegida "Mejor Orquesta de Galicia" por los oyentes del programa “Palco de estrelas” de Radio Valga en el año 2014.[44]
- Vencedores de "II Premios Martín Codax da música” en el apartado de música de verbena en el año 2014.[45][46][47]
- Elegida "Mejor Orquesta de Galicia" por los oyentes del programa “Palco de estrelas” de Radio Valga en el año 2016.[48][49]
- Finalista de "IV Premios Martín Codax da música” en el apartado de música de verbena en el año 2017.
- Finalista de "V Premios Martín Codax da música” en el apartado de música de verbena en el año 2018.

## Componentes[50]
- Arturo Moreno - voz
- José Manuel Rodríguez «Noly» - voz
- Alejandra Pais - voz
- María José Pereira - voz
- William Prieto - percusión
- Juan González (Nito) - piano, teclados y arreglos
- Jorge Pumar - batería
- David Aburto - bajo
- David Paz - saxo alto y EWI
- Juan Carlos Suárez - saxo tenor y guitarras
- Oscar parra - saxo barítono, tenor y piano
- Carlos Bardanca - trompeta
- Jhony Padilla - trompeta
- Tony Louzao - trompeta y trombón
- Francisco Javier Saavedra - trombón y dirección
- Emilio Solar - trombón

## Discografía

### Discografía propia
Orquesta Los Satélites (1971) Demencia / Sen seu amor [Single] Iberofón IB 45137
Orquesta Los Satélites (1971) La nave del olvido / Salve sabrosa [Single] Iberofón IB 45138
Orquesta Los Satélites (1974) Triste Papel / Eva [Single] Valor M100.010S
Orquesta Los Satélites (1974) con su cantante Sito Emigrantes gallegos / Papá y Mamá [Single] Valor M100.011S
Orquesta Los Satélites (1975) Fiesta brava / Triste Papel [Single] EMI Regal J006-21.207
Orquesta Los Satélites (1975) Papá y Mamá / Salve Sabrosa [Single] EMI Regal J006-21208
Orquesta Los Satélites (1975) Canta Sito [LP] EMI Regal J048-20034
Orquesta Los Satélites (1976) Papelito Blanco / Cógele el gusto [Single] EMI Regal J006-21.224
Orquesta Los Satélites (1976) Orquesta Los Satélites [LP] EMI Regal
Orquesta Los Satélites (1977) La Soga / Así eres tú [Single] EMI-Regal 10C006-21.333
Orquesta Los Satélites (1978) El Chinito [Single] EMI-Regal 10C006-021.448
Orquesta Los Satélites (1978) El Chinito [LP] EMI Regal
Orquesta Los Satélites (1979) Quisiera saber [LP]. EMI Regal 10C038 - 021.647
Orquesta Los Satélites (1981) El baile del suavito. Colección Sabor Salsa [Single] EMI Regal 10C006-021.778
Orquesta Los Satélites (1981) El baile del suavito. Colección Sabor Salsa [LP] EMI Regal
Orquesta Los Satélites (1987) Lo mejor de Los Satélites [Casete]. EMI Odeón - Alameda 230 7481204
Orquesta Los Satélites (1987) Super Satélites 1987 [Casete]
Orquesta Los Satélites (1990) 50 Aniversario [LP] Fonomusic 20.2240
Orquesta Los Satélites (1991) 50 Aniversario [Casete] Fonomusic 91.3235
Orquesta Los Satélites (2003) Los Satélites [CD] Autoeditado
Orquesta Los Satélites (2008) Sempre Pucho [CD]Autoeditado
Orquesta Los Satélites (2009) 1938-2008 70 Aniversario [CD] Autoeditado
Orquesta Los Satélites (2009) 1938-2008 70 Aniversario [DVD] Autoeditado
Orquesta Los Satélites (2015) Ponte a bailar [CD] Autoeditado
Orquesta Los Satélites (2018) Con mucho ritmo [CD] Autoeditado

### Colaboraciones discográficas
Colección Son de Galicia de La Voz de Galicia, nº12. Orquesta Os Satélites con Sito Sedes (2002) [CD]
Sito Mariño con la Orquesta Los Satélites (1991) Habelas... ¡Hainas!. [Casete] Fonomusic 90-2870
Sito Mariño con la Orquesta Los Satélites (1992) Habelas... ¡Hainas!. [Casete] Fonomusic 91-3335
Os Diplomáticos de Monte Alto (1999) Capetón [CD] Fonomusic/Warner Music Spain B004E
Tito Calviño (-) Canta... Tito Calviño

## Otros medios audiovisuales

### Documental "Os Satélites, Unha orquesta de lenda"
Idioma:Gallego 
Año: 2006
Duración: 50 minutos
Género: Documental - Musical
Director: Francisco Lodeiro Gómez

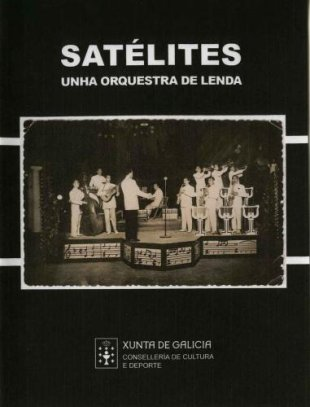
Documental sobre la Orquesta Los Satélites, expedido por la Consellería de Cultura e Deporte

Producción: Francisco Lorenzo Castro
Guion: Francisco Lodeiro Gómez, María Teresa Queiro
Montaje: Fernando Alfonsín Mouriño
Sonido: Santi Jul López
Fotografía: Berto Palacios
El documental muestra la historia de la orquesta a través de alguno de sus integrantes, desde su formación en 1939 hasta la actualidad. Testimonios de antiguos integrantes, fotografías antiguas de la formación e imágenes de archivo a lo largo de varias década son los principales valores de este trabajo, que remueve el imaginario colectivo de muchas generaciones de gallegos que tenía las canciones de Los Satélites como banda sonora de sus vidas.

### Gala: 70 Aniversario de la Orquesta Los Satélites
Idioma: Gallego/Español
Año: 2009
Duración: 113 minutos
Género: Gala musical
Dirección y Producción: CRTVG
Gala del 70 Aniversario de la Orquesta Los Satélites. Presentada por Yolanda Vázquez y Paco Lodeiro, esta gala realiza una revisión de aquellos éxitos de la orquesta a lo largo de su historia y a través de sus protagonistas, siendo invitados aquellos músicos que marcaron un hito dentro de la historia de la orquesta.